# قرن رومي
القرن الروميّ هو آلة نفخ نحاسية رومية قديمة يبلغ طولها حوالي 3 أمتار (9.8 قدم) على شكل حرف "G". تم تثبيت الآلة بواسطة عارضة تعمل على تقوية الهيكل وتوفير وسيلة لدعم وزنها على كتف العازف. بعض العينات موجودة في السجل الأثري، اثنتان منها من أنقاض بومبي.
قد يكون من الصعب تمييز القرن الرومي عن البوق الرومي.